# Pescăruș cu aripi albe
Pescărușul cu aripi albe (Larus glaucoides) este un pescăruș de mărime medie din familia Laridae. Se reproduce în regiunile arctice ale Canadei și Groenlandei.

## Taxonomie
Denumirea genului provine din latinescul larus, care pare să se fi referit la un pescăruș sau la o altă pasăre de mare. Numele specific glaucoides denotă asemănarea sa cu Larus glaucus, un sinonim al Larus hyperboreus, pescărușul de ghețuri; -oides este din greaca veche și înseamnă „asemănător”.

## Hrană
Ca și alte specii mari de pescăruși, pescărușul cu aripi albe este omnivor. Dieta sa constă în principal din pești mici, nevertebrate marine, ouă de alte păsări, precum și fructe și semințe.

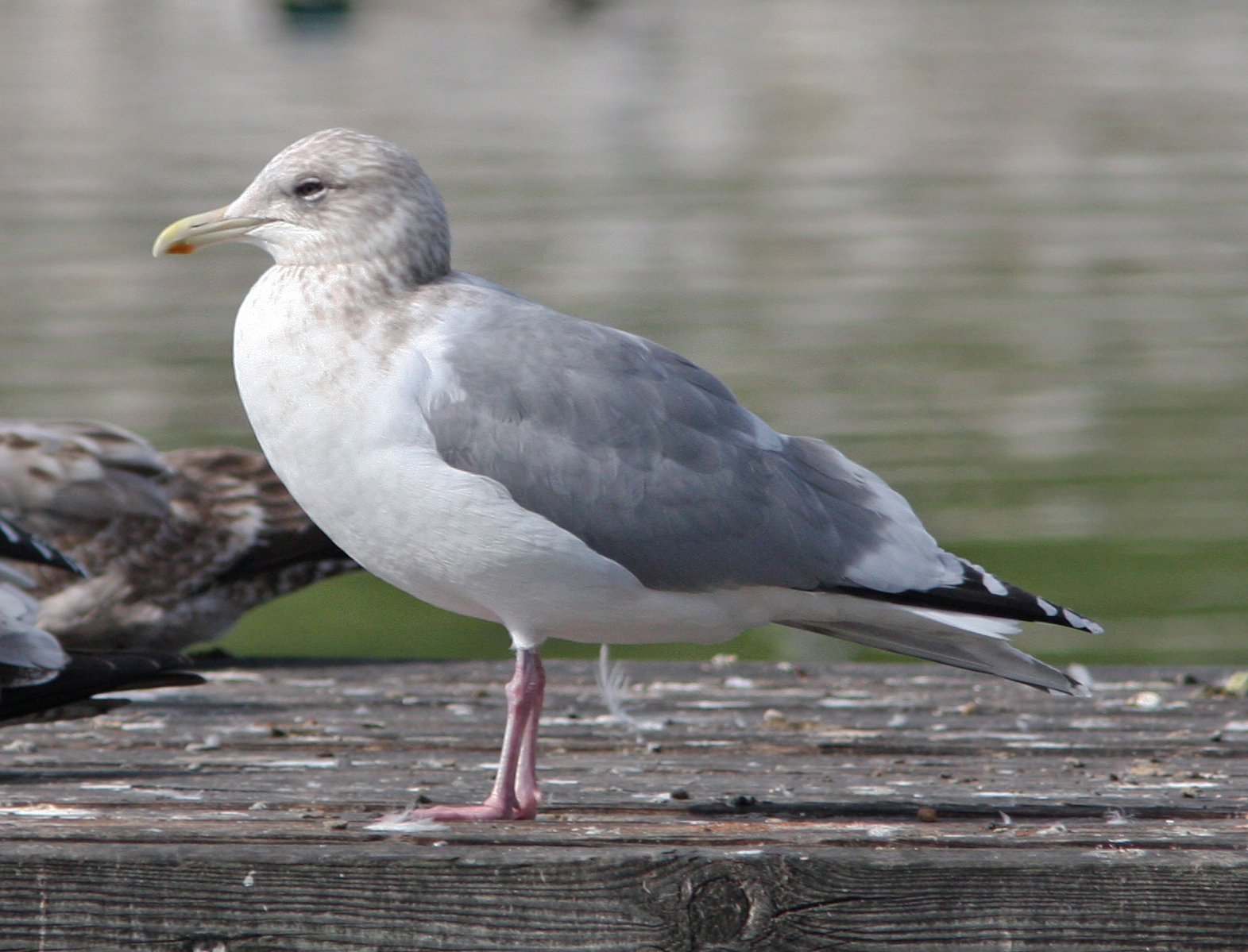
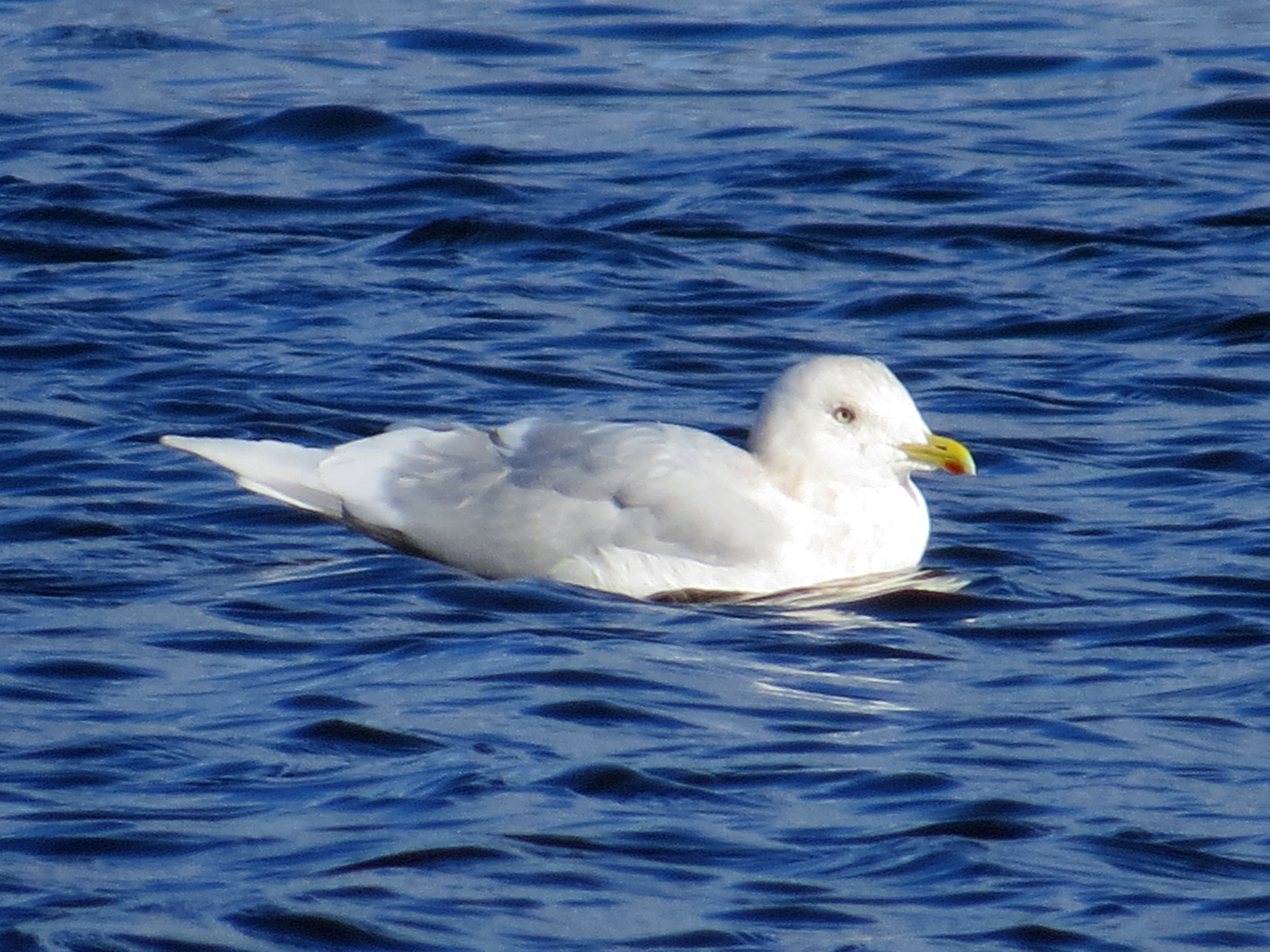